# ザルガーン
ザルガーン（ペルシア語: زرقان, Zarqan, Zarqān, Zarghanak, Zargān）とは、イランのファールス州ザルガーン郡中央地区の都市で、地区と郡の中心都市に定められている。2016年当時の人口は32,261人、9,591世帯。2018年7月にシーラーズ郡のザルガーン地区が郡に昇格した際、ザルガーンが郡の中心都市とされた。
標高1,600m、州都のシーラーズからは北東25km離れた地点に位置する市内には空港が設けられている。乾燥性の気候で、二期作農業が行われている。トラックの運転手、商業で生計を立てる住民も多い。
かつてのザルガーンには従順で輸送に向いたラバが多いと言われ、1791年当時のザルガーンは商業と交通の要所の一つに挙げられていた。18世紀に起きたアフシャール朝とアフガニスタンの勢力の間の戦争では、ザルガーンも戦場となった。